# Pseudopediasia
Pseudopediasia là một chi bướm đêm thuộc họ Crambidae.

## Các loài
- Pseudopediasia amathusia  Bleszynski, 1963
- Pseudopediasia calamellus  (Hampson, 1919)
- Pseudopediasia diana  Bleszynski, 1963